# تقنية تنظير الحنجرة بمساعدة الشفط لتطهير مجرى الهواء
تقنية تنظير الحنجرة بمساعدة الشفط لتطهير مجرى الهواء (بالإنجليزية: assisted laryngoscopy and airway decontamination)‏ هي طريقة لإدارة مجرى الهواء المليء بالقيء أو الدم أو أي فتات آخر. و الذي قد يحدث بسبب القيء أو الإصابة أو نزيف الجهاز الهضمي العلوي.  و يستخدم أثناء تنظير الحنجرة و التنبيب الرغامي. 

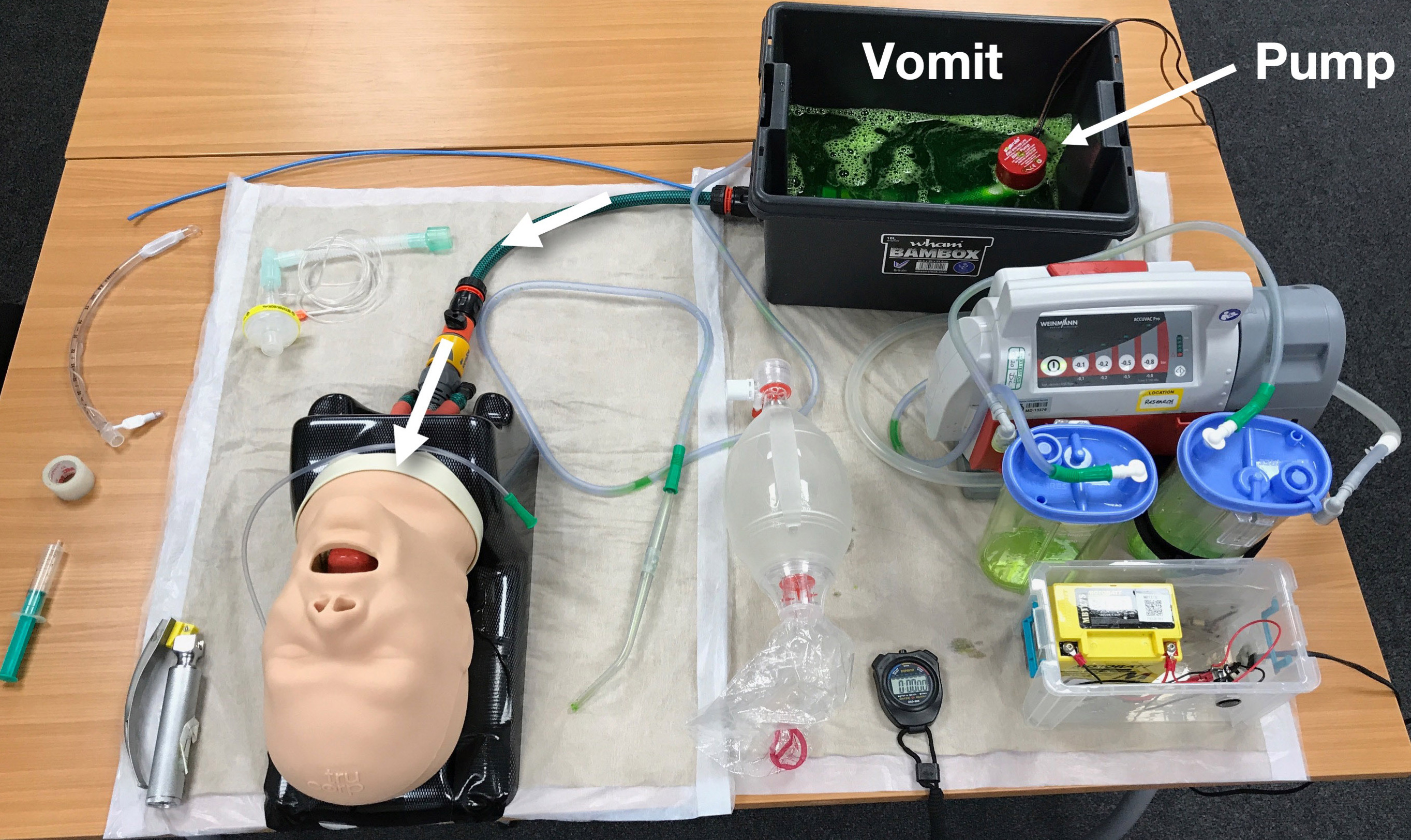
مثال على إعداد تدريب SALAD. تم تعديل نموذج مجرى الهواء المتقدم باستخدام أنبوب معياري ووصلات لتوصيل المريء بمضخة ثنائية الوضعية موجودة في خزان يحتوي على قيء صناعي.

يستخدم الإجراء قسطرة شفط ذات تجويف كبير، مثل قسطرة شفط دوكانتو(Ducanto suction) بدلاً من شفط يانكوير التقليدي.   تبدأ العملية باستخدام اليد اليمنى للشفط إلى قاعدة اللسان، مع اتباع منظار الحنجرة في الخلف.  و هذا يحافظ على نظافة الكاميرا عند استخدام منظار الحنجرة ذات الفيديو.  و يتم الشفط من تحت الحبال الصوتية، و يتحول إلى يسار الفم ثم يوضع في المريء.  و يمكن وضع الأنبوب الرغامي باليد اليمنى. 
يمكن شفط الأنبوب الرغامي قبل التهوية.  كما يمكن أيضًا تنفيذ هذه التقنية عن طريق وضع الشفط عبر الحبال الصوتية، و إزالة أنبوب الشفط، و وضع البوجي من خلال الشفط، ثم إزالة الشفط بعدها مباشرة و وضع أنبوب القصبة الهوائية فوق البوجي في مجرى الهواء.   أحد المخاوف النظرية هو أن هذه التقنية قد تزيل الهواء من الحلق و بالتالي من الرئتين. 
تم وصف هذه التقنية لأول مرة في عام 2016 بواسطة جيم دوكانتو.   يمكن صنع أو شراء العارضات التي تسمح بممارسة هذه التقنية.  تبلغ تكلفة شفط دوكانتو حوالي 3 دولارات أمريكية، بينما تبلغ تكلفة شفط يانكوير حوالي 1.70 دولارًا أمريكيًا اعتبارًا من عام 2023.  